# گلیز ۶۴۹
گلیز ۶۴۹ یک ستاره است که در صورت فلکی هرکول قرار دارد.